# Мовчання (фільм, 2016)
«Мовча́ння» (англ. Silence) — американський історико-драматичний фільм, знятий Мартіном Скорсезе за однойменним романом Сюсаку Ендо. Прем'єра стрічки в Україні відбулася 19 січня 2017 року. Фільм розповідає про двох португальських священиків-єзуїтів, які зіштовхуються з жорстоким переслідуванням під час мандрівки до Японії з метою знайти свого наставника і поширювати вчення християнства.

## У ролях
- Ендрю Гарфілд — Отець Себастьян Родрігес[4]
- Адам Драйвер — Отець Франциско Гаррпе[5]
- Ліам Нісон — Отець Кріштован Феррейра[6]
- Таданобу Асано — перекладач священиків
- Кіаран Гайндс — Отець Валіньяно
- Сіня Цукамото — Мокіті
- Йоске Кубодзука — Кітідзіро
- Іссей Огата — Іноуе

## Виробництво

### Розробка
Режисер зацікавився екранізацією роману після випуску свого фільму «Остання спокуса Христа» у 1988 році. Прочитавши книгу, режисер почав працювати над сценарієм, але йому постійно заважали інші проєкти. У 1990 році компанія Cecchi Gori Pictures вклала 750 000 доларів у розроблення стрічки. Пізніше того ж року продюсер Вітторіо Чеккі Горі і Мартін Скорсезе домовилися, що «Мовчання» стане четвертим за рахунком фільмом режисера після драми «Кундун». У 2004 році продюсер Вітторіо Чеккі Горі погодився піти на поступки, щоб Скорсезе зняв «Відступників». При цьому згідно заново укладеному договору режисер повинен був заплатити Cecchi Gori Pictures штраф в розмірі 1,5 мільйона доларів і 20% від прибутку, отриманого Sikelia Productions за «Відступників». Відмова від роботи над «Мовчанням» на користь «Острова проклятих» за договором коштувала Скорсезе ще 1,25 мільйона доларів і 20% від прибутку, а рішення знімати «Хранителя часу» — ще 1,5 мільйона і 20% від прибутку. У грудні 2011 року, після прем'єри «Хранителя часу», Скорсезе обрав екранізацію мемуарів Джордана Белфорта «Вовк з Уолл-стріт», і Чеккі Горі подав до суду на режисера. Втім, судовий процес вдалося мирно залагодити. У квітні 2013 року Скорсезе заявив, що почне знімати фільм у 2014 році, після 23 років очікування. Рендалл Емметт і Джордж Фурла з компанії Emmett/Furla Films оголосили про продюсування фільму того самого дня.
Під час відвідування Каннського кінофестивалю 2013 Мартін Скорсезе проводив переговори щодо продажу прав на розповсюдження фільму. У липні 2014 року Paramount Pictures придбала права на розповсюдження фільму з орієнтованою датою виходу наприкінці 2015 року. У листопаді 2014 року була оголошена більш точніша дата виходу фільму — листопад 2015.

### Кастинг
У 2010 році Деніел Дей-Льюїс, Бенісіо дель Торо та Гаель Гарсія Берналь вели переговори щодо участі у фільмі, але так як проект був відкладений, акторський склад розпустили. У травні 2014 року Ендрю Гарфілд та Кен Ватанабе приєднались до нового акторського складу. Гарфілд отримав роль отця Родрігеса, одного із священиків-єзуїтів, а Ватанабе — перекладача священиків. Заради ролі Гарфілд схуднув приблизно на 20 кілограмів. У січні 2014 року Адам Драйвер та Ліам Нісон отримали ролі у фільмі. У січні 2015 року Ватанабе був змушений покинути проект через проблеми із графіком актора, його замінив Таданобу Асано.

### Зйомки
У квітні 2013 року було повідомлено, що зніматись фільм буде на Тайвані. У лютому 2014 року Скорсезе почав шукати  місця для знімання. Під час підготовки до зйомок будівельну конструкцію, створену для однієї із сцен, визнали небезпечною. Для її зміцнення були найняті троє робітників. У процесі робіт раптово обрушилася стеля, один будівельник загинув, а двоє інших отримали травми. Зйомки офіційно почалися 30 січня 2015 року в Тайбеі.

### Музика
Музика Кетрін і Кім Аллен Клюге була дискваліфікована Американською кіноакадемією і тому не змогла претендувати на премію «Оскар». Причиною стало те, що робота композиторів була розбавлена вже існуючою музикою.

## Нагороди й номінації
| Список нагород і номінацій             | Список нагород і номінацій | Список нагород і номінацій               | Список нагород і номінацій | Список нагород і номінацій | Список нагород і номінацій |
| Кінопремія                             | Дата церемонії             | Категорія                                | Номінант(и)                | Результат                  | Дж                         |
| -------------------------------------- | -------------------------- | ---------------------------------------- | -------------------------- | -------------------------- | -------------------------- |
| Американське товариство кінооператорів | 4 лютого 2017              | Найкращий кінооператор прокатного фільму | Родріго Пріето             | В очікуванні               | [ 21 ]                     |
| Американський інститут кіномистецтва   | 6 січня 2017               | 10 найкращих фільмів року                | «Мовчання»                 | Перемога                   | [ 22 ] [ 23 ]              |